# Ancenis-Saint-Géréon
Ancenis-Saint-Géréon (Bretons: Ankiniz-Sant-Gerent) is een commune nouvelle in in het Franse departement Loire-Atlantique in de regio Pays de la Loire. De gemeente is op 1 januari 2019 gevormd door de fusie van de gemeenten Ancenis en Saint-Géréon. Ancenis-Saint-Géréon telde op 1 januari 2022 11.346 inwoners.
Bezienswaardig is het kasteel van Ancenis.

## Geografie
De oppervlakte van Ancenis-Saint-Géréon bedroeg op 1 januari 2022 27,58 vierkante kilometer; de bevolkingsdichtheid was toen 411,4 inwoners per km². De gemeente ligt aan de Loire, tussen Angers en Nantes.

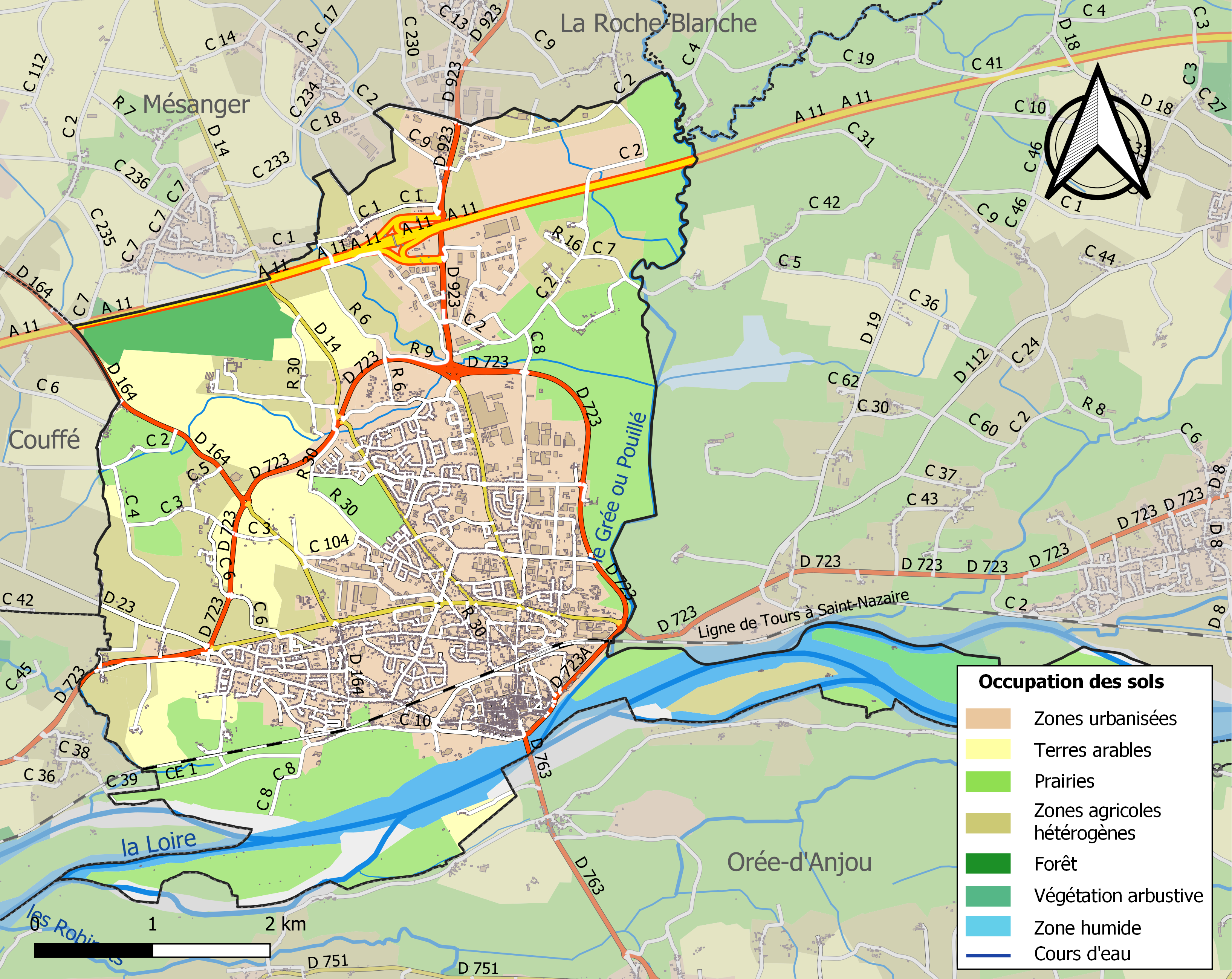
Kaart van de gemeente met de belangrijkste infrastructuur, bodemgebruik en omliggende gemeenten

## Natuur
Het Île Mouchet is een riviereiland in de Loire en is beschermd als Natura 2000-gebied. In het oosten van de gemeente ligt het moerasgebied Marais de Grée.

## Verkeer en vervoer
In de gemeente ligt spoorwegstation Ancenis. De autosnelweg A11 loopt door de gemeente.